# Vera Lestan
Vera Lestan, slovenska pastoralna delavka, katehistinja, ravnateljica Marijinega vrtca in pesnica, *3. februar 1908, Miren, † 17. november 1943, Renče?.

## Življenjepis

### Otroštvo
Prihajala je iz zelo ugledne in globoko verne družine. Šolo je obiskovala v Mirnu do začetka prve svetovne vojne, nato pa na Štajerskem, v mirenski begunski koloniji. Po vrnitvi iz begunstva se je šolala za učiteljico v Goriškem zavodu Notre Dame.

### Delo katehistinje in pastoralne delavke
Po končanem šolanju se ni mogla zaposliti, ker se kot zavedna Slovenka ni hotela vpisati v fašistično stranko oziroma ni hotela otrok poučevati v tujem jeziku. Z veliko volje je opravljala pastoralno delo v dekniji Miren, zlasti kot vzgojiteljica. Tako jo lahko k prvim katehistinjam v Sloveniji. Vodila je Marijin vrtec in ustanovila otroški pevski zbor. Njeni varovanci so pogosto nastopali na različnih prireditvah. Bila je tudi pesniško nadarjena in sama pisala pesmi za različne priložnosti. Njeno evharistično pesem Bodi tisočkrat pozdravljen, ki jo je uglasbil Lojze Bratuž, se še dandanes poje. Bila je tudi vidna članica Marijine družbe in tako imela velik vpliv na druga dekleta.
Vsakemu je po svojih najboljših močeh nesebično pomagala. Med drugim je tudi zbirala živež in oblačila za slovenske internirance v taborišču Gonars in nabor sama, s kolesom, vozila v taborišče. Pomagala je tudi misijonarjem na Mirenskem gradu. Dekan Oskar Pahor zapisal v krstno knjigo ob njenem imenu naslednjo opombo: »Nesebična, idealna pomočnica za versko življenje otrok in mladine.«

### Druga svetovna vojna
Po ustanovitvi Osvobodilne fronte so tudi mnoga verna dekleta, članice Marijine družbe, sodelovala z odporniškim gibanjem. Odporniki so vabili k sodelovanju tudi Vero, toda ona je bila previdna, saj je bila seznanjena s tragičnim dogajanjem v drugih delih Slovenije za katero je bilo odgovorno komunistično vodstvo odporniškega gibanja, s katerim ni hotela sodelovati.
Ni se zavedala, da je tudi sama v smrtni nevarnosti. Po italijanski kapitulaciji je Varnostno-obveščevalna služba tudi na Primorskem začela likvidirati vplivne ljudi, ki niso simpatizirali s komunizmom. Vrstili so se pritiski tudi na Vero, toda ona je ostala zvesta svojim krščanskim načelom, zato so nasprotniki sklenili, da jo likvidirajo in s tem prestrašijo še druge. 14. novembra 1943 so jo aretirali in jo skupaj s še šestimi globoko vernimi in izobraženimi mirenci odpeljali proti Renčam. Zasliševali so jo, jo poniževali in nato 17. novembra umorili. Ljudje so bili zgroženi nad tem, da je Vero doletela takšna kruta smrt. Mnoge, prej navdušene sodelavke v OF, so ob teh mirenskih žrtvah izjavile, da so se jim šele tedaj odprle oči.

## Verino ustvarjanje
Poleg prej omenjenega delovanja v dekaniji se je Vera ukvarjala tudi s pisanjem pesmi z religioznim motivom.